# Kad fazani lete

Kad fazani lete četvrti je studijski album rock skupine Azra, snimljen između 15 – 25. siječnja 1983. godine u studiju Cream u Frankfurtu, a objavljen iste godine u izdanju Jugotona.

## Povijest

### Prije snimanja
Krajem 1982. godine Branimir Štulić boravio je desetak dana u Sarajevu i predstavljao pjesme Goranu Bregoviću koji je trebao biti producent albuma. Štulić je na kraju ipak odustao od suradnje, navodeći kasnije u intervjuu Džuboksu - "Bregović i ja razišli smo se u vrijeme kad smo obojica bili stariji od Lennona i McCartneyja u vrijeme njihovog razlaza. Da smo se našli prije deset, dvanaest godina …vjerojatno bi to taj odnos bio"

### Snimanje
Album je snimljen bez sudjelovanja stalnih članova Azre, bubnjara Borisa Leinera i basiste Miše Hrnjka, koji su otišli na odsluženje vojnog roka. Leinera je zamijenio Srećko Antonioli, dok je Branimir Štulić osim gitare svirao i bas.  

### Zvuk
Kad fazani lete donosi bitno drugačiji zvuk od prethodnog albuma Filigranski pločnici. Album je produciran poput klasičnog hard rock albuma, ispunjen žestokim riffovima gitara, uz čestu upotrebu feedbacka i distorzije. Štulić u istom intervjuu Džuboksu kaže: "Dosad sam snimao kod Trulog na osmokanalnom magnetofonu, a ovog puta je to pravi studio…Mogao sam dobiti zvuk kao svaki normalan sastav. Ovo je ploča za velike bine i velike koncerte."

### Teme
Štulić i na ovom albumu objavljuje kompilaciju ljubavnih (Kao i jučer, Plavi golub, My Dear, Niska bisera) i angažiranih pjesama (Anđeli, Nebo iznad Trnskog, Štićenik). Za razliku od prethodnih radova, zastupljene su i pjesame nadrealnog ugođaja, poput Nemir i strast, ujedno i jedinog hita albuma. Naslovna je pjesma kritika Ljubiše Ristića, kazališnog redatelja kojeg je Štulić upoznao 1982. godine tokom rada na predstavi "Oslobođenje Skoplja".

### Popis pjesama
1. Anđeli
2. Kao i jučer
3. My dear
4. Idi za svojom sudbinom
5. Kad fazani lete
6. Niska bisera
7. Štićenik
8. Nebo iznad Trnskog
9. Nemir i strast
10. Plavi golub